# جو نج
جو نج هو لاعب تنس الطاولة كندي، ولد في 1963 في تورونتو في كندا.

## وصلات خارجية
- جو نج على موقع منظمة تنس الطاولة العالمي (الإنجليزية)
- جو نج على موقع اللجنة الأولمبية الدولية (الإنجليزية)
- جو نج على موقع أوليمبيديا (الإنجليزية)
- جو نج على موقع اللجنة الأولمبية الكندية (الإنجليزية)